# José Ramón Caso
José Ramón Caso García (Madrid, 17 de septiembre de 1946) es un expolítico español. Actualmente es CEO de Omnicom Public Affairs en Omnicom Public Relations Group España. Es licenciado en Derecho y Administración de Empresas y abogado. Está casado y tiene 3 hijos.

## Biografía
Caso se licenció en Derecho por la Universidad Complutense de Madrid y fue director de varias empresas. También desempeñó puestos en los ministerios de Sanidad y Acción Social (Director General de Servicios Sociales, Director General de Acción Social y Director General del IMSERSO). Fue secretario de organización de Unión de Centro Democrático (UCD) durante la presidencia de Adolfo Suárez, y posteriormente asesor del presidente del Gobierno Leopoldo Calvo Sotelo. 

### Centro Democrático y Social
En 1982 abandonó el partido para cofundar junto a Suárez y otros dirigentes políticos el Centro Democrático y Social (CDS), partido en el que permaneció hasta su desaparición del arco parlamentario en 1993.
El 12 de noviembre de 1982 fue elegido secretario general del CDS, cargo que ocupó entre 1982 y 1991 (con un breve paréntesis de cuatro meses entre 1986-1987). 
En 1986 fue elegido diputado por Madrid, ocupando una de las vicepresidencias de la mesa del Congreso de los Diputados en la III legislatura.  En 1989 Caso encabezó la lista del CDS a las elecciones al Parlamento Europeo, en la que su formación consiguió 1.133.429 votos y 5 Eurodiputados. En noviembre del mismo año, ante el adelanto electoral, Caso volvió a ser elegido diputado del Congreso, abandonando su acta de Eurodiputado.
En 1991, tras la gran pérdida de votos del partido en las elecciones municipales, Suárez dimitió y abandonó la política y José Ramón Caso fue designado portavoz del Grupo Parlamentario CDS en el Congreso de los Diputados. A consecuencia, se convocó un congreso extraordinario en el que Rafael Calvo Ortega fue elegido presidente del partido y Antoni Fernández Teixidó sustituyó a Caso como secretario general.
En julio de 1993, tras el descalabro en las elecciones generales del mes anterior en las que el CDS no obtuvo representación parlamentaria, se celebró un congreso, en el que la propuesta de disolver el CDS fue derrotada, y Caso abandonó el partido y la política.

### Sector privado
Tras dejar la política fue presidente de EASA (Energías de Aragón), del Grupo Endesa, y colaboró con la agencia de comunicación de José Luis Sanchís. En 1993 fundó su propia agencia de relaciones institucionales en Madrid, llamada Lenci consulting SL, la cual se integró en 2005 en el grupo americano Ketchum Inc., formando Ketchum Lenci Public Affairs, de la que Caso es CEO. Entre 1999 y 2003 ocupó además el cargo de Presidente de AGETT (Asociación Española de Agencias de Empleo Temporal).
En 2017 Ketchum y Porter Novelli se fusionaron formando Omnicom Public Relations Group España, siendo Caso CEO de Omnicom Public Affairs.